# إمامزادة سيدمحمد
إمامزادة سيدمحمد (بالفارسية: امامزاده سیدمحمد) هي قرية تقع في البلدة المركزية في إيران.